# Eugène Labiche
Eugène Labiche (París, Francia; 6 de mayo de 1815 - ibídem, 22 de enero de 1888) fue un autor teatral y comediógrafo francés.

## Biografía
Eugène Labiche nació el 6 de mayo de 1815 en París, Francia, en una familia burguesa, y estudió derecho.
Sus restos descansan en el cementerio de Montmartre.

## Carrera
Labiche es el autor de más de un centenar de comedias, farsas y vodeviles en los que satirizó las costumbres de la sociedad decimonónica francesa, en particular de la burguesía. En 1880 fue nombrado miembro de la Academia Francesa.
El teatro de Labiche destaca por su fluidez dramática, los golpes de humor y una ambientación escenográfica con elementos. Contrajo matrimonio con Marie, la hermana menor del también escritor Jean-Baptiste de Laclos.

## Obra
Entre sus obras destacan Un sombrero de paja de Italia (1851), que en 1927 transformó en película el realizador René Clair, El viaje del señor Perrichon (1860), la más aclamada por la crítica, La Gramática(1867) y La cigarra entre las hormigas (1876).
- 1837
  - La Cuvette d’eau
- 1838
  - Monsieur de Coyllin ou l'Homme infiniment poli
  - Le Capitaine d'Arcourt ou la Fée du château
  - L'Avocat Loubet (drame)
- 1839
  - La Clé des champs (roman)
  - La Forge des châtaigniers (drame)
  - La Peine du talion (drame)
  - L'Article 960 ou la Donation

- 1840
  - Le Fin Mot
  - Bocquet père et fils ou le Chemin le plus long
  - Le Lierre et l'Ormeau
- 1842
  - Les Circonstances atténuantes
- 1843
  - L'Homme de paille
- 1844
  - Le Major Cravachon
  - Deux papas très bien ou la Grammaire de Chicard
- 1845
  - Le Roi des Frontins
  - L'École buissonnière
  - L'Enfant de la maison

- 1846
  - Mademoiselle ma femme
  - Rocambolle le bateleur
  - Frisette
  - L'Inventeur de la poudre

- 1847
  - L'Avocat pédicure
  - La Chasse aux jobards
  - Un homme sanguin
  - L'Art de ne pas donner d'étrennes

- 1848
  - Un jeune homme pressé
  - Le Club champenois
  - Oscar XXVIII
  - Le Baromètre, ou la Pluie et le Beau Temps
  - Une chaîne anglaise
  - À moitié chemin
  - Histoire de rire
  - Agénor le dangereux
  - Une tragédie chez M. Grassot
  - À bas la famille ou les Banquets

- 1849
  - Madame veuve Larifla
  - Les Manchettes d'un vilain
  - Un monsieur qui pose
  - Une dent sous Louis XV
  - Mon ours
  - Trompe-la-balle
  - Exposition des produits de la République
  - Rue de l'Homme-Armé, numéro 8 bis
  - Pour qui voterai-je ?

- 1850
  - Embrassons-nous, Folleville !
  - Traversin et Couverture
  - Un garçon de chez Véry
  - Le Sopha
  - La Fille bien gardée
  - Un bal en robe de chambre
  - Les Petits Moyens
  - Les Prétendus de Gimblette

- 1851
  - Une clarinette qui passe
  - La Femme qui perd ses jarretières
  - On demande des culottières
  - Mam'zelle fait ses dents
  - En manches de chemise
  - Un chapeau de paille d'Italie

- 1852
  - Maman Sabouleux
  - Un monsieur qui prend la mouche
  - Soufflez-moi dans l'œil
  - Les Suites d'un premier lit
  - Le Misanthrope et l'Auvergnat
  - Deux gouttes d'eau
  - Piccolet
  - Edgard et sa bonne
  - Le Chevalier des dames
  - Mon Isménie
  - Une charge de cavalerie

- 1853
  - Un ami acharné
  - On dira des bêtises
  - Un notaire à marier
  - Un ut de poitrine
  - La Chasse aux corbeaux
  - Un feu de cheminée
  - Le Pompadour des Percherons
- 1854
  - Deux profonds scélérats
  - Un mari qui prend du ventre
  - Espagnolas et Boyardinos
  - Les Marquises de la Fourchette
  - Ôtez votre fille, s'il vous plaît
- 1855
  - La Perle de la Canebière
  - Monsieur votre fille
  - Les Précieux
- 1856
  - Les Cheveux de ma femme
  - En pension chez son groom
  - Monsieur de Saint-Cadenas
  - La Fiancée du bon coin
  - Si jamais je te pince!...
  - Mesdames de Montenfriche
  - Un monsieur qui a brûlé une dame

- 1857
  - Le Bras d'Ernest
  - L'Affaire de la rue de Lourcine
  - La Dame aux jambes d'azur
  - Les Noces de Bouchencœur
  - Le Secrétaire de Madame
  - Un gendre en surveillance

- 1858
  - Je croque ma tante
  - Le Clou aux maris
  - L'Avare en gants jaunes
  - Deux merles blancs
  - Madame est aux eaux
  - Le Grain de café
  - Le Calife de la rue Saint-Bon
  - En avant les Chinois !

- 1859
  - L'Avocat d'un grec
  - L'Amour, un fort volume, prix 3 F 50 c
  - L'École des Arthur
  - L'Omelette à la Follembuche (opérette)
  - Le Baron de Fourchevif
  - Les Petites Mains
  - Voyage autour de ma marmite
  - Le Rouge-Gorge
- 1860
  - J'invite le colonel !
  - La Sensitive
  - Les Deux Timides
  - Le Voyage de monsieur Perrichon
  - La Famille de l'horloger
  - Un gros mot

- 1861
  - J'ai compromis ma femme
  - Les Vivacités du capitaine Tic
  - L'Amour en sabots
  - Le Mystère de la rue Rousselet
  - La Poudre aux yeux
- 1862
  - La Station Champbaudet
  - Les Petits Oiseaux
  - Le Premier Pas
  - Les 37 Sous de M. Montaudoin
- 1863
  - La Dame au petit chien
  - Permettez, Madame !...
  - Célimare le bien-aimé
  - La Commode de Victorine
- 1864
  - La Cagnotte
  - Moi
  - Un mari qui lance sa femme
  - Le Point de mire
- 1865
  - Premier Prix de piano
  - L'Homme qui manque le coche
  - La Bergère de la rue Monthabor
  - Le Voyage en Chine (opéra-comique)

- 1866
  - Un pied dans le crime

- 1867
  - Le Fils du brigadier (opéra-comique)
  - La Grammaire
  - La Main leste
  - Les Chemins de fer
- 1868
  - Le Papa du Prix d’Honneur
  - Le Corricolo (opéra-comique)
  - Le Roi d’Amatibou
  - Le Petit Voyage
- 1869
  - Le Dossier de Rosafol
  - Le Choix d'un gendre
  - En manches de chemise (opérette d'après la pièce-homonyme de 1851)

- 1870
  - Le Plus Heureux des trois
  - Le Cachemire X.B.T.
- 1871
  - Le Livre bleu
  - L'Ennemie

- 1872
  - Il est de la police
  - La Mémoire d'Hortense
  - Doit-on le dire ?
- 1873
  - 29 degrés à l'ombre
- 1874
  - Garanti dix ans
  - Brûlons Voltaire !
  - Madame est trop belle
  - La Pièce de Chambertin
  - Les Samedis de Madame
- 1875
  - Les Trente Millions de Gladiator
  - Un mouton à l'entresol
  - La Guigne
- 1876
  - Le Prix Martin
  - Le roi dort
  - La Cigale chez les fourmis
- 1877
  - La Clé
- 1879
  - Embrassons-nous, Folleville ! (opérette d'après la pièce-homonyme de 1850)
- Sans date
  - La Lettre chargée
  - L'Amour de l'art
  - Un coup de rasoir

## Cultura actual

### Cine
- L'Affaire de la rue de Lourcine, dirigida por Henri Diamant-Berger (Francia, 1923, basada en la obra L'Affaire de la rue de Lourcine).
- La Fille bien gardée, dirigida por Louis Feuillade (Francia, 1924, basada en la obra La Fille bien gardée).
- Un sombrero de paja, dirigida por René Clair (Francia, 1928, basada en la obra Un sombrero de paja de Italia).
- Les Deux Timides, dirigida por René Clair (Francia, 1928, basada en la obra Les Deux Timides).
- L'Affaire de la rue de Lourcine, dirigida por Marcel Dumont (Francia, 1932, basada en la obra L'Affaire de la rue de Lourcine).
- Le Voyage de monsieur Perrichon, dirigida por Jean Tarride (Francia, 1934, basada en la obra Le Voyage de monsieur Perrichon).
- Der Florentiner Hut, dirigida por Wolfgang Liebeneiner (Alemania, 1939, basada en la obra Un sombrero de paja de Italia).
- Ma tante dictateur, dirigida por René Pujol (Francia, 1939, basada en la obra Maman Sabouleux)
- Un chapeau de paille d'Italie, dirigida por Maurice Cammage (Francia, 1941, basada en la obra Un sombrero de paja de Italia).
- Les Deux Timides, dirigida por Yves Allégret (Francia, 1943, basada en la obra Les Deux Timides).
- Il viaggio del signor Perrichon, dirigida por Paolo Moffa (Italia, 1943, basada en la obra Le Voyage de monsieur Perrichon).
- Die tolle Susanne, dirigida por Géza von Bolváry (Alemania, 1945, basada en la obra Les Trente Millions de Gladiator), película inacabada.
- Meine Nichte Susanne, dirigida por Wolfgang Liebeneiner (Alemania del Oeste, 1950, basada en la obra Les Trente Millions de Gladiator)
- Trois jours de bringue à Paris, dirigida por Émile Couzinet (Francia, 1954, basada en la obra La Cagnotte).
- Matrimonios juveniles, dirigida por José Díaz Morales (México, 1961, basada en la obra Un sombrero de paja de Italia)
- Slaměný klobouk, dirigida por Oldřich Lipský (Checoslovaquia, 1971, basada en la obra Un sombrero de paja de Italia)